# Æ̨
Cette page contient des caractères spéciaux ou non latins. S’ils s’affichent mal (▯, ?, etc.), consultez la page d’aide Unicode.
Æ̨ (minuscule : æ̨), appelé E dans l’A ogonek, est un graphème utilisé comme lettre latine additionnelle dans l’étude du vieux norrois et dans certaines transcriptions phonétiques. Elle est formée de la lettre Æ diacritée d’un ogonek. 

## Utilisation
Le æ ogonek a été utilisé dans l’orthographe du navajo au début du XXe siècle, par exemple dans A manual of Navaho grammar de Berard Haile publié en 1926. Il n’est pas utilise dans l’orthographe utilisée à partir des années 1940.
En tewa, le ‹ æ̨ › est utilisé dans une des orthographes, par exemple dans le nom tewa de Pojoaque, ‹ Pʼohsųwæ̨geh Ówîngeh ›.

## Représentations informatiques
Le Æ ogonek peut être représenté avec les caractères Unicode suivants :
- décomposé (latin de base, diacritiques) :

| Formes    | Représentations | Chaînes de caractères | Points de code | Descriptions                                  |
| --------- | --------------- | --------------------- | -------------- | --------------------------------------------- |
| majuscule | Æ̨               | Æ◌̨                    | U+00C6 U+0328  | lettre majuscule latine ae diacritique ogonek |
| minuscule | æ̨               | æ◌̨                    | U+00E6 U+0328  | lettre minuscule latine ae diacritique ogonek |